# Tachaea crassipes
Tachaea crassipes là một loài chân đều trong họ Corallanidae. Loài này được Schioedte & Meinert miêu tả khoa học năm 1879.